# Odds Ballklubb 2013
Questa voce raccoglie le informazioni riguardanti l'Odds Ballklubb nelle competizioni ufficiali della stagione 2013.

## Stagione
L'annata si aprì con il cambio di denominazione del club: da Odd Grenland Ballklubb, infatti, si passò a Odds Ballklubb. Dal punto di vista sportivo, l'Odd chiuse il campionato al 7º posto in classifica, mentre l'avventura nella Coppa di Norvegia 2013 si chiuse al quarto turno, con l'eliminazione per mano del Bodø/Glimt. Frode Johnsen fu il calciatore più utilizzato in stagione con 34 presenze (30 in campionato e 4 in coppa), nonché il miglior marcatore del club con 18 reti (16 in campionato e 2 in coppa). Johnsen fu il capocannoniere dell'Eliteserien e le sue prestazioni furono ricompensate con il premio Kniksen per il miglior attaccante del campionato.

## Maglie e sponsor
Lo sponsor tecnico per la stagione 2013 fu Adidas, mentre lo sponsor ufficiale fu Skagerak. La divisa casalinga fu composta da una maglietta bianca con inserti neri, pantaloncini neri e calzettoni bianchi. Quella da trasferta prevedeva invece una maglietta nera, pantaloncini bianchi e calzettoni neri.
| Casa | Trasferta |

## Rosa
| N. |                     | Ruolo | Calciatore            |
| -- | ------------------- | ----- | --------------------- |
| 1  | Norvegia (bandiera) | P     | André Hansen          |
| 2  | Norvegia (bandiera) | D     | Emil Jonassen         |
| 3  | Norvegia (bandiera) | D     | Fredrik Semb Berge    |
| 4  | Norvegia (bandiera) | D     | Morten Fevang         |
| 6  | Norvegia (bandiera) | C     | Christer Kleiven      |
| 7  | Norvegia (bandiera) | C     | Ole Jørgen Halvorsen  |
| 7  | Norvegia (bandiera) | A     | Adem Güven            |
| 8  | Norvegia (bandiera) | C     | Jone Samuelsen        |
| 9  | Svezia (bandiera)   | A     | Mattias Andersson     |
| 10 | Albania (bandiera)  | C     | Herolind Shala        |
| 11 | Norvegia (bandiera) | A     | Frode Johnsen         |
| 13 | Norvegia (bandiera) | P     | Sondre Rossbach       |
| 14 | Nigeria (bandiera)  | A     | George White Agwuocha |
| 15 | Norvegia (bandiera) | A     | Elbasan Rashani       |

| N. |                     | Ruolo | Calciatore            |
| -- | ------------------- | ----- | --------------------- |
| 17 | Norvegia (bandiera) | D     | Niklas Gunnarsson     |
| 18 | Norvegia (bandiera) | C     | Fredrik Nordkvelle    |
| 19 | Norvegia (bandiera) | A     | Snorre Krogsgård      |
| 20 | Norvegia (bandiera) | C     | Fredrik Oldrup Jensen |
| 21 | Norvegia (bandiera) | D     | Steffen Hagen         |
| 22 | Norvegia (bandiera) | C     | Håvard Storbæk        |
| 23 | Norvegia (bandiera) | D     | Lars-Kristian Eriksen |
| 24 | Norvegia (bandiera) | P     | Viljar Myhra          |
| 25 | Norvegia (bandiera) | C     | Mathias Fredriksen    |
| 26 | Norvegia (bandiera) | D     | Thomas Grøgaard       |
| 27 | Norvegia (bandiera) | A     | Erik Rosland          |
| 28 | Angola (bandiera)   | A     | Eriel Antonio Pires   |
| 29 | Norvegia (bandiera) | D     | Vegard Bergan         |
| 30 | Norvegia (bandiera) | C     | Tony Hieu Vo          |

## Calciomercato

### Sessione invernale(dal 01/01 al 31/03)
| Acquisti | Acquisti         | Acquisti  | Acquisti   |
| R.       | Nome             | da        | Modalità   |
| -------- | ---------------- | --------- | ---------- |
| C        | Christer Kleiven | Stabæk    | definitivo |
| C        | Håvard Storbæk   | Haugesund | definitivo |

| Cessioni | Cessioni            | Cessioni | Cessioni   |
| R.       | Nome                | a        | Modalità   |
| -------- | ------------------- | -------- | ---------- |
| P        | Andreas Lie         |          | svincolato |
| D        | Paul Addo           | Strømmen | prestito   |
| C        | Simen Brenne        |          | svincolato |
| C        | Aleksandar Corovic  |          | svincolato |
| A        | Dag Alexander Olsen |          | svincolato |

### Sessione estiva(dal 15/07 al 10/08)
| Acquisti | Acquisti             | Acquisti    | Acquisti   |
| R.       | Nome                 | da          | Modalità   |
| -------- | -------------------- | ----------- | ---------- |
| C        | Ole Jørgen Halvorsen | Fredrikstad | definitivo |
| C        | Fredrik Nordkvelle   | Brann       | definitivo |

| Cessioni | Cessioni              | Cessioni | Cessioni   |
| R.       | Nome                  | a        | Modalità   |
| -------- | --------------------- | -------- | ---------- |
| A        | George White Agwuocha | Strømmen | prestito   |
| A        | Adem Güven            |          | svincolato |

## Risultati

### Eliteserien

#### Girone di andata
| Arbitro: | Hagen (Grue) |

|  |           |            |
|  | Marcatori | 71’ Jensen |

| Arbitro: | Nilsen (Oslo) |

|                          |           |                  |
| Ondrášek 6’ Andersen 15’ | Marcatori | 77’ (rig.) Shala |

| Arbitro: | Skjerven (Kaupanger) |

|                       |           |  |
| Johnsen 13’ Güven 20’ | Marcatori |  |

| Arbitro: | Hansen (Feda) |

|             |           |  |
| Berisha 23’ | Marcatori |  |

| Arbitro: | Johnsen (Tønsberg) |

|             |           |            |
| Storbæk 34’ | Marcatori | 38’ Hestad |

| Arbitro: | Kjensli (Oslo) |

|                    |           |  |
| Huseklepp 45’, 52’ | Marcatori |  |

| Arbitro: | Moen (Haugesund) |

|                       |           |                 |
| Johnsen 36’ Shala 74’ | Marcatori | 13’ Vaagan Moen |

| Arbitro: | Staberg (Harstad) |

|           |           |              |
| Shala 44’ | Marcatori | 71’ Diomandé |

| Arbitro: | Edvartsen (Hamar) |

|                        |           |  |
| Mane 42’ Skaasheim 81’ | Marcatori |  |

| Arbitro: | Skjerven (Kaupanger) |

|  |           |             |
|  | Marcatori | 60’ Vikstøl |

| Arbitro: | Sandmoen (Kjelsås) |

|                                   |           |  |
| Ulvestad 40’ (rig.) Hamdallah 54’ | Marcatori |  |

| Arbitro: | Kjensli (Oslo) |

|                                       |           |  |
| Fevang 23’ Storbæk 56’ Gunnarsson 65’ | Marcatori |  |

| Arbitro: | Johnsen (Tønsberg) |

|              |           |                  |
| Mathisen 48’ | Marcatori | 62’ (rig.) Shala |

| Arbitro: | Hafsås (Trondheim) |

|                                                |           |  |
| Storbæk 46’ Shala 60’ Johnsen 88’ Agwuocha 90’ | Marcatori |  |

| Arbitro: | Rafiq (Oslo) |

|  |           |             |
|  | Marcatori | 51’ Johnsen |

#### Girone di ritorno
| Arbitro: | Johnsen (Tønsberg) |

|                                      |           |                              |
| Chibuike 39’ Dočkal 45’ Berntsen 62’ | Marcatori | 64’ Johnsen 90’ (rig.) Shala |

| Arbitro: | Hansen (Feda) |

|                                 |           |                      |
| Berge 10’ Johnsen 28’ Güven 67’ | Marcatori | 81’ (rig.) Bendiksen |

| Arbitro: | Rafiq (Oslo) |

|  |           |            |
|  | Marcatori | 35’ Jensen |

| Arbitro: | Nilsen (Oslo) |

|           |           |              |
| Berge 90’ | Marcatori | 62’ Sulimani |

| Arbitro: | Helgerud (Lier) |

|            |           |             |
| Berget 54’ | Marcatori | 42’ Johnsen |

| Arbitro: | Moen (Haugesund) |

|            |           |                           |
| Johnsen 5’ | Marcatori | 27’, 90’ Pusic 83’ Barmen |

| Arbitro: | Sandmoen (Kjelsås) |

|                   |           |  |
| Jensen 41’ (aut.) | Marcatori |  |

| Arbitro: | Hansen (Feda) |

|                                            |           |             |
| Ibrahim 10’ Adjei-Boateng 77’ Diomandé 87’ | Marcatori | 62’ Johnsen |

| Arbitro: | Hagen (Grue) |

|                                               |           |           |
| Storbæk 30’ Johnsen 34’, 57’, 86’ Rashani 41’ | Marcatori | 26’ James |

| Arbitro: | Helgerud (Lier) |

|           |           |                           |
| Zajić 90’ | Marcatori | 66’ Rashani 90’ Krogsgård |

| Skien 6 ottobre 2013, ore 18:00 26ª giornata | Odd          | 0 – 0 referto | Sogndal | Skagerak Arena (5.843 spett.)\| Arbitro: \| Rafiq (Oslo) \| |
| Arbitro:                                     | Rafiq (Oslo) |               |         |                                                             |

| Arbitro: | Døvle (Larvik) |

|                          |           |                                               |
| Helle 35’ Torsteinbø 57’ | Marcatori | 38’, 67’ Johnsen 88’ Gunnarsson 90’ Samuelsen |

| Arbitro: | Nilsen (Oslo) |

|                         |           |                         |
| Johnsen 14’ Storbæk 70’ | Marcatori | 44’ Samuel 74’ Kronberg |

| Arbitro: | Hafsås (Trondheim) |

|                                                |           |           |
| Jonassen 34’ (aut.) Bamberg 37’ Haraldseid 90’ | Marcatori | 30’ Shala |

| Arbitro: | Sandmoen (Kjelsås) |

|                                        |           |                       |
| Clark 33’ (aut.) Shala 74’ Johnsen 79’ | Marcatori | 8’ Hovda 56’ Mathisen |

### Coppa di Norvegia
| Tønsberg 17 aprile 2013, ore 18:00 Primo turno                                                     | Husøy & Foynland | 0 – 5 referto                                                    | Odd | Husøy Arena |
| \| \| \| \| \| \| Marcatori \| 22’ Rashani 40’ Kleiven 41’ Krogsgård 62’ Johnsen 79’ Fredriksen \| |                  |                                                                  |     |             |
| |                  |                                                                  |     |             |
| | Marcatori        | 22’ Rashani 40’ Kleiven 41’ Krogsgård 62’ Johnsen 79’ Fredriksen |     |             |

| Arbitro: | Nyberg |

|           |           |                         |
| Enger 48’ | Marcatori | 66’ Storbæk 120’ Fevang |

| Arbitro: | Nilsen (Oslo) |

|                           |           |  |
| Johnsen 17’ Krogsgård 68’ | Marcatori |  |

| Arbitro: | Hagen (Grue) |

|                         |           |             |
| Johansen 75’ Laajab 79’ | Marcatori | 56’ Rashani |

## Statistiche

### Statistiche di squadra
| Competizione      | Punti | In casa | In casa | In casa | In casa | In casa | In casa | In trasferta | In trasferta | In trasferta | In trasferta | In trasferta | In trasferta | Totale | Totale | Totale | Totale | Totale | Totale | DR  |
| Competizione      | Punti | G       | V       | N       | P       | Gf      | Gs      | G            | V            | N            | P            | Gf           | Gs           | G      | V      | N      | P      | Gf     | Gs     | DR  |
| ----------------- | ----- | ------- | ------- | ------- | ------- | ------- | ------- | ------------ | ------------ | ------------ | ------------ | ------------ | ------------ | ------ | ------ | ------ | ------ | ------ | ------ | --- |
| Eliteserien       | 40    | 15      | 7       | 5       | 3       | 28      | 15      | 15           | 4            | 2            | 9            | 15           | 24           | 30     | 11     | 7      | 12     | 43     | 39     | +4  |
| Coppa di Norvegia | -     | 1       | 1       | 0       | 0       | 2       | 0       | 3            | 2            | 0            | 1            | 8            | 3            | 4      | 3      | 0      | 1      | 10     | 3      | +7  |
| Totale            | -     | 16      | 8       | 5       | 3       | 30      | 15      | 18           | 6            | 2            | 10           | 23           | 27           | 34     | 14     | 7      | 13     | 53     | 42     | +11 |

### Statistiche dei giocatori
| Giocatore        | Eliteserien | Eliteserien | Eliteserien | Eliteserien | Coppa di Norvegia | Coppa di Norvegia | Coppa di Norvegia | Coppa di Norvegia | Coppe europee | Coppe europee | Coppe europee | Coppe europee | Altre coppe | Altre coppe | Altre coppe | Altre coppe | Totale   | Totale | Totale      | Totale     |
| Giocatore        | Presenze    | Reti        | Ammonizioni | Espulsioni  | Presenze          | Reti              | Ammonizioni       | Espulsioni        | Presenze      | Reti          | Ammonizioni   | Espulsioni    | Presenze    | Reti        | Ammonizioni | Espulsioni  | Presenze | Reti   | Ammonizioni | Espulsioni |
| ---------------- | ----------- | ----------- | ----------- | ----------- | ----------------- | ----------------- | ----------------- | ----------------- | ------------- | ------------- | ------------- | ------------- | ----------- | ----------- | ----------- | ----------- | -------- | ------ | ----------- | ---------- |
| M. Andersson     | 1           | 0           | 0           | 0           | 0                 | 0                 | 0                 | 0                 | ?             | ?             | ?             | ?             | ?           | ?           | ?           | ?           | 1+       | 0+     | 0+          | 0+         |
| V. Bergan        | 0           | 0           | 0           | 0           | 0                 | 0                 | 0                 | 0                 | ?             | ?             | ?             | ?             | ?           | ?           | ?           | ?           | 0+       | 0+     | 0+          | 0+         |
| L. Eriksen       | 12          | 0           | 1           | 1           | 2                 | 0                 | 0                 | 1                 | ?             | ?             | ?             | ?             | ?           | ?           | ?           | ?           | 14+      | 0+     | 1+          | 2+         |
| M. Fevang        | 21          | 1           | 1           | 0           | 4                 | 1                 | 0                 | 0                 | ?             | ?             | ?             | ?             | ?           | ?           | ?           | ?           | 25+      | 2+     | 1+          | 0+         |
| M. Fredriksen    | 7           | 0           | 0           | 0           | 2                 | 1                 | 0                 | 0                 | ?             | ?             | ?             | ?             | ?           | ?           | ?           | ?           | 9+       | 1+     | 0+          | 0+         |
| T. Grøgaard      | 10          | 0           | 0           | 0           | 0                 | 0                 | 0                 | 0                 | ?             | ?             | ?             | ?             | ?           | ?           | ?           | ?           | 10+      | 0+     | 0+          | 0+         |
| N. Gunnarsson    | 26          | 2           | 1           | 1           | 4                 | 0                 | 1                 | 0                 | ?             | ?             | ?             | ?             | ?           | ?           | ?           | ?           | 30+      | 2+     | 2+          | 1+         |
| S. Hagen         | 24          | 0           | 0           | 0           | 3                 | 0                 | 0                 | 0                 | ?             | ?             | ?             | ?             | ?           | ?           | ?           | ?           | 27+      | 0+     | 0+          | 0+         |
| O. Halvorsen     | 12          | 0           | 1           | 0           | 0                 | 0                 | 0                 | 0                 | ?             | ?             | ?             | ?             | ?           | ?           | ?           | ?           | 12+      | 0+     | 1+          | 0+         |
| A. Hansen        | 23          | 0           | 0           | 0           | 3                 | 0                 | 0                 | 0                 | ?             | ?             | ?             | ?             | ?           | ?           | ?           | ?           | 26+      | 0+     | 0+          | 0+         |
| F. Johnsen       | 30          | 16          | 0           | 0           | 4                 | 2                 | 0                 | 0                 | ?             | ?             | ?             | ?             | ?           | ?           | ?           | ?           | 34+      | 18+    | 0+          | 0+         |
| E. Jonassen      | 22          | 0           | 2           | 0           | 4                 | 0                 | 0                 | 0                 | ?             | ?             | ?             | ?             | ?           | ?           | ?           | ?           | 26+      | 0+     | 2+          | 0+         |
| C. Kleiven       | 16          | 0           | 1           | 0           | 3                 | 1                 | 0                 | 0                 | ?             | ?             | ?             | ?             | ?           | ?           | ?           | ?           | 19+      | 1+     | 1+          | 0+         |
| S. Krogsgård     | 15          | 1           | 0           | 0           | 4                 | 2                 | 1                 | 0                 | ?             | ?             | ?             | ?             | ?           | ?           | ?           | ?           | 19+      | 3+     | 1+          | 0+         |
| V. Myhra         | 0           | 0           | 0           | 0           | 0                 | 0                 | 0                 | 0                 | ?             | ?             | ?             | ?             | ?           | ?           | ?           | ?           | 0+       | 0+     | 0+          | 0+         |
| F. Nordkvelle    | 2           | 0           | 1           | 0           | 0                 | 0                 | 0                 | 0                 | ?             | ?             | ?             | ?             | ?           | ?           | ?           | ?           | 2+       | 0+     | 1+          | 0+         |
| F. Oldrup Jensen | 29          | 1           | 1           | 0           | 1                 | 0                 | 0                 | 0                 | ?             | ?             | ?             | ?             | ?           | ?           | ?           | ?           | 30+      | 1+     | 1+          | 0+         |
| E. Pires         | 0           | 0           | 0           | 0           | 0                 | 0                 | 0                 | 0                 | ?             | ?             | ?             | ?             | ?           | ?           | ?           | ?           | 0+       | 0+     | 0+          | 0+         |
| E. Rashani       | 21          | 2           | 6           | 0           | 4                 | 2                 | 1                 | 0                 | ?             | ?             | ?             | ?             | ?           | ?           | ?           | ?           | 25+      | 4+     | 7+          | 0+         |
| E. Rosland       | 0           | 0           | 0           | 0           | 0                 | 0                 | 0                 | 0                 | ?             | ?             | ?             | ?             | ?           | ?           | ?           | ?           | 0+       | 0+     | 0+          | 0+         |
| S. Rossbach      | 7           | 0           | 0           | 0           | 1                 | 0                 | 0                 | 0                 | ?             | ?             | ?             | ?             | ?           | ?           | ?           | ?           | 8+       | 0+     | 0+          | 0+         |
| J. Samuelsen     | 27          | 1           | 4           | 1           | 2                 | 0                 | 0                 | 0                 | ?             | ?             | ?             | ?             | ?           | ?           | ?           | ?           | 29+      | 1+     | 4+          | 1+         |
| F. Semb Berge    | 23          | 2           | 3           | 0           | 2                 | 0                 | 0                 | 0                 | ?             | ?             | ?             | ?             | ?           | ?           | ?           | ?           | 25+      | 2+     | 3+          | 0+         |
| H. Shala         | 30          | 8           | 0           | 0           | 3                 | 0                 | 1                 | 0                 | ?             | ?             | ?             | ?             | ?           | ?           | ?           | ?           | 33+      | 8+     | 1+          | 0+         |
| H. Storbæk       | 28          | 5           | 2           | 0           | 3                 | 1                 | 0                 | 0                 | ?             | ?             | ?             | ?             | ?           | ?           | ?           | ?           | 31+      | 6+     | 2+          | 0+         |
| T. Vo            | 0           | 0           | 0           | 0           | 0                 | 0                 | 0                 | 0                 | ?             | ?             | ?             | ?             | ?           | ?           | ?           | ?           | 0+       | 0+     | 0+          | 0+         |